# Вітрильний спорт на літніх Олімпійських іграх 1928
Змагання з вітрильного спорту на літніх Олімпійських іграх 1928 в Амстердамі тривали з 2 до 9 серпня в гавані Сіхсгавен, бухті Ей і затоці Зейдерзе. Розіграно 3 комплекти нагород у відкритих дисциплінах, тобто жінки могли змагатися нарівні з чоловіками.

## Країни
| Аргентина (ARG)       | Австрія (AUT)        | Бельгія (BEL)    | Данія (DEN)     |
| Іспанія (ESP)         | Естонія (EST)        | Фінляндія (FIN)  | Франція (FRA)   |
| Велика Британія (GBR) | Німеччина (GER)      | Угорщина (HUN)   | Італія (ITA)    |
| Латвія (LAT)          | Монако (MON)         | Нідерланди (NED) | Норвегія (NOR)  |
| Польща (POL)          | Португалія (POR)     | ПАР (RSA)        | Швейцарія (SUI) |
| Швеція (SWE)          | Чехословаччина (TCH) | США (USA)        |                 |

## Медальний залік
Джерело:
| Дисципліна           | Золото | Срібло | Бронза |
| -------------------- | --- | --- | --- |
| 1928: Дінгі 12 футів | Швеція (SWE) · Свен Торелль                                                                                  | Норвегія (NOR) · Генрік Роберт | Фінляндія (FIN) · Бертіль Броман                                                                               |
| 1928: 6 метрів       | Норвегія (NOR) · Йоган Анкер · Ерік Анкер · Гокон Брюн · Кронпринц Олаф                                      | Данія (DEN) · Вільгельм Ветт · Оґе Гей-Петерсен · Нільс Отто Меллер · Петер Шлюттер                                                          | Естонія (EST) · Микола Векшин · Андреас Фаельман · Ґеорґ Фаельман · Ебергард Воґдт · Вільям фон Вірен          |
| 1928: 8 метрів       | Франція (FRA) · Донатьєн Буше · Андре Дерієн · Віржині Еріо · Андре Лесоваж · Жан Лезьє · Карл де ла Сабльєр | Нідерланди (NED) · Йоганнес ван Голверфф · Ламбертюс Дудес · Гендрік Керскен · Корнеліс ван Ставерен · Ґерард де Вріс Лентсх · Мартен де Віт | Швеція (SWE) · Кларенс Гаммар · Торе Гольм · Карл Сандблом · Юн Сандблом · Філіп Сандблом · Вільгельм Терслефф |

## Таблиця медалей
Джерело:
| Місце               | Країна              | Золото | Срібло | Бронза | Загалом |
| ------------------- | ------------------- | ------ | ------ | ------ | ------- |
| 1                   | Норвегія (NOR)      | 1      | 1      | 0      | 2       |
| 2                   | Швеція (SWE)        | 1      | 0      | 1      | 2       |
| 3                   | Франція (FRA)       | 1      | 0      | 0      | 1       |
| 4                   | Данія (DEN)         | 0      | 1      | 0      | 1       |
| 4                   | Нідерланди (NED)    | 0      | 1      | 0      | 1       |
| 6                   | Естонія (EST)       | 0      | 0      | 1      | 1       |
| 6                   | Фінляндія (FIN)     | 0      | 0      | 1      | 1       |
| Загалом (7 збірних) | Загалом (7 збірних) | 3      | 3      | 3      | 9       |